# Исторические памятники Новгорода и окрестностей
Исторические памятники Новгорода и окрестностей (англ. Historic Monuments of Novgorod and Surroundings) — собирательное название, под которым ЮНЕСКО в 1992 году внесло в список объектов Всемирного наследия средневековое архитектурное наследие города Новгорода (с 1999 года — Великий Новгород):
| №       | Изображение | Название                                                              | Координаты                                                      |
| ------- | ----------- | --------------------------------------------------------------------- | --------------------------------------------------------------- |
| 604-001 |             | Новгородский детинец с прилегающей частью города                      | 58°31′18″ с. ш. 31°16′34″ в. д.                                 |
| 604-002 |             | Ярославово Дворище, Знаменский собор и прилегающая часть города       | 58°31′08″ с. ш. 31°17′00″ в. д.                                 |
| 604-003 |             | Зверин монастырь и окрестности                                        | 58°32′10″ с. ш. 31°16′34″ в. д.                                 |
| 604-004 |             | Антониев монастырь                                                    | 58°32′24″ с. ш. 31°17′18″ в. д.                                 |
| 604-005 |             | Церковь Рождества Христова на Красном поле                            | 58°31′25″ с. ш. 31°18′37″ в. д.                                 |
| 604-006 |             | Церковь Спаса на Нередице                                             | 58°29′50″ с. ш. 31°18′42″ в. д.                                 |
| 604-007 |             | Остатки церкви Благовещения на Городище                               | 58°29′39″ с. ш. 31°17′53″ в. д.                                 |
| 604-008 |             | Перынский скит                                                        | 58°28′22″ с. ш. 31°16′25″ в. д.                                 |
| 604-009 |             | Юрьев монастырь                                                       | 58°29′13″ с. ш. 31°17′04″ в. д.                                 |
| 604-010 |             | Церковь Иоанна Милостивого на Мячине и Церковь Благовещения на Мячине | 58°30′28″ с. ш. 31°16′32″ в. д. 58°29′35″ с. ш. 31°15′01″ в. д. |
| 604-011 |             | Церковь Петра и Павла на Синичьей горе (на Сильнище)                  | 58°30′34″ с. ш. 31°15′32″ в. д.                                 |

1 апреля 2009 года Центральный банк России выпустил памятные монеты из драгоценных металлов коллекционного и инвестиционного значения с изображением исторических памятников Великого Новгорода и пригородов. Монеты вышли в серии «Россия во Всемирном культурном наследии ЮНЕСКО» и приурочены к 1150-летию Великого Новгорода.
| 2009 год | 2009 год                             | 2009 год              | 2009 год             | 2009 год                             |
| --- | ------------------------------------ | --------------------- | -------------------- | ------------------------------------ |
| Россия во всемирном, культурном и природном наследии ЮНЕСКО: Исторические памятники Великого Новгорода и окрестностей |                                      |                       |                      |                                      |
| |                                      |                       |                      |                                      |
| "Ярославово Дворище"                                                                                                  | "Церковь Петра и Павла в Кожевниках" | "Новгородский кремль" | "Антониев монастырь" | "Церковь Фёдора Стратилата на Ручью" |

| № в списке ЮНЕСКО | № | Наименование объекта культурного наследия | Дата | Категория охраны | Адрес и местонахождение | Описание границ территории объекта культурного наследия |
| ----------------- | - | ----------------------------------------- | ---- | ---------------- | ----------------------- | ------------------------------------------------------- |

| 1 | 1 | Культурный слой (глубиной 8 м) | X-XVII вв. | федер.(Р-624) | Великий Новгород, в пределах улиц: Завальная, Завальная-Кольцевая, Запольская | Занимает территорию около 347 га в пределах вала Окольного города |

| 2. Ансамбль Новгородского Кремля, XI-XX века |
| -------------------------------------------- |

| Стены и башни, XV-XVII вв. | Стены и башни, XV-XVII вв. | Стены и башни, XV-XVII вв.                                       | Стены и башни, XV-XVII вв. | Стены и башни, XV-XVII вв. | Стены и башни, XV-XVII вв.         | Стены и башни, XV-XVII вв. |
| -------------------------- | -------------------------- | ---------------------------------------------------------------- | -------------------------- | -------------------------- | ---------------------------------- | --- |
|                            | 2                          | - прясло стены между башнями Златоустовской и Покровской         | XV-XVII вв.                | федер.(Р-1327)             | Великий Новгород, Кремль           | Границы охранной зоны включают территорию, ограниченную крепостными стенами, а также парковой зоной до красной линии близлежащих улиц Мерецкова-Волосова, Газон, Розважа и береговой линией р. Волхов |
|                            | 3                          | - прясло стены между башнями Покровской и Кокуй                  | XV-XVII вв.                | федер.(Р-1327)             | Великий Новгород, Кремль           | Границы охранной зоны включают территорию, ограниченную крепостными стенами, а также парковой зоной до красной линии близлежащих улиц Мерецкова-Волосова, Газон, Розважа и береговой линией р. Волхов |
|                            | 4                          | - прясло стены между башнями Кокуй и Княжей                      | XV-XVII вв.                | федер.(Р-1327)             | Великий Новгород, Кремль           | Границы охранной зоны включают территорию, ограниченную крепостными стенами, а также парковой зоной до красной линии близлежащих улиц Мерецкова-Волосова, Газон, Розважа и береговой линией р. Волхов |
|                            | 5                          | - прясло стены между башнями Княжей и Спасской                   | XV-XVII вв.                | федер.(Р-1327)             | Великий Новгород, Кремль           | Границы охранной зоны включают территорию, ограниченную крепостными стенами, а также парковой зоной до красной линии близлежащих улиц Мерецкова-Волосова, Газон, Розважа и береговой линией р. Волхов |
|                            | 6                          | - прясло стены между башнями Спасской и Дворцовой                | XV-XVII вв.                | федер.(Р-1327)             | Великий Новгород, Кремль           | Границы охранной зоны включают территорию, ограниченную крепостными стенами, а также парковой зоной до красной линии близлежащих улиц Мерецкова-Волосова, Газон, Розважа и береговой линией р. Волхов |
|                            | 7                          | - прясло стены между башней Дворцовой и Пречистинской аркой      | XV-XIX вв.                 | федер.(Р-1327)             | Великий Новгород, Кремль           | Границы охранной зоны включают территорию, ограниченную крепостными стенами, а также парковой зоной до красной линии близлежащих улиц Мерецкова-Волосова, Газон, Розважа и береговой линией р. Волхов |
|                            | 8                          | - прясло стены между Пречистинской аркой и Владимирской башней   | XV-XVII вв.                | федер.(Р-1327)             | Великий Новгород, Кремль           | Границы охранной зоны включают территорию, ограниченную крепостными стенами, а также парковой зоной до красной линии близлежащих улиц Мерецкова-Волосова, Газон, Розважа и береговой линией р. Волхов |
|                            | 9                          | - прясло стены между башнями Владимирской и Федоровской          | XV-XVII вв.                | федер.(Р-1327)             | Великий Новгород, Кремль           | Границы охранной зоны включают территорию, ограниченную крепостными стенами, а также парковой зоной до красной линии близлежащих улиц Мерецкова-Волосова, Газон, Розважа и береговой линией р. Волхов |
|                            | 10                         | - прясло стены между башнями Федоровской и Митрополичьей         | XV-XVII вв.                | федер.(Р-1327)             | Великий Новгород, Кремль           | Границы охранной зоны включают территорию, ограниченную крепостными стенами, а также парковой зоной до красной линии близлежащих улиц Мерецкова-Волосова, Газон, Розважа и береговой линией р. Волхов |
|                            | 11                         | - прясло стены между Митрополичьей башней и Воскресенской аркой  | XV-XIX вв.                 | федер.(Р-1327)             | Великий Новгород, Кремль           | Границы охранной зоны включают территорию, ограниченную крепостными стенами, а также парковой зоной до красной линии близлежащих улиц Мерецкова-Волосова, Газон, Розважа и береговой линией р. Волхов |
|                            | 12                         | - прясло стены между Воскресенской аркой и Златоустовской башней | XV-XIX вв.                 | федер.(Р-1327)             | Великий Новгород, Кремль           | Границы охранной зоны включают территорию, ограниченную крепостными стенами, а также парковой зоной до красной линии близлежащих улиц Мерецкова-Волосова, Газон, Розважа и береговой линией р. Волхов |
|                            | 13                         | - башня Владимирская                                             | XV-XVII вв.                | федер.(Р-1327)             | Великий Новгород, Кремль           | Границы охранной зоны включают территорию, ограниченную крепостными стенами, а также парковой зоной до красной линии близлежащих улиц Мерецкова-Волосова, Газон, Розважа и береговой линией р. Волхов |
|                            | 14                         | - башня Дворцовая                                                | XV-XVII вв.                | федер.(Р-1327)             | Великий Новгород, Кремль           | Границы охранной зоны включают территорию, ограниченную крепостными стенами, а также парковой зоной до красной линии близлежащих улиц Мерецкова-Волосова, Газон, Розважа и береговой линией р. Волхов |
|                            | 15                         | - башня Златоустовская                                           | XV-XIX вв.                 | федер.(Р-1327)             | Великий Новгород, Кремль           | Границы охранной зоны включают территорию, ограниченную крепостными стенами, а также парковой зоной до красной линии близлежащих улиц Мерецкова-Волосова, Газон, Розважа и береговой линией р. Волхов |
|                            | 16                         | - башня Кокуй                                                    | XV-XVIII вв.               | федер.(Р-1327)             | Великий Новгород, Кремль           | Границы охранной зоны включают территорию, ограниченную крепостными стенами, а также парковой зоной до красной линии близлежащих улиц Мерецкова-Волосова, Газон, Розважа и береговой линией р. Волхов |
|                            | 17                         | - башня Княжая                                                   | XV-XVII вв.                | федер.(Р-1327)             | Великий Новгород, Кремль           | Границы охранной зоны включают территорию, ограниченную крепостными стенами, а также парковой зоной до красной линии близлежащих улиц Мерецкова-Волосова, Газон, Розважа и береговой линией р. Волхов |
|                            | 18                         | - башня Митрополичья                                             | XV-XVII вв.                | федер.(Р-1327)             | Великий Новгород, Кремль           | Границы охранной зоны включают территорию, ограниченную крепостными стенами, а также парковой зоной до красной линии близлежащих улиц Мерецкова-Волосова, Газон, Розважа и береговой линией р. Волхов |
|                            | 19                         | - башня Покровская                                               | XV-XVII вв.                | федер.(Р-1327)             | Великий Новгород, Кремль           | Границы охранной зоны включают территорию, ограниченную крепостными стенами, а также парковой зоной до красной линии близлежащих улиц Мерецкова-Волосова, Газон, Розважа и береговой линией р. Волхов |
|                            | 20                         | - башня Спасская                                                 | XV-XVII вв.                | федер.(Р-1327)             | Великий Новгород, Кремль           | Границы охранной зоны включают территорию, ограниченную крепостными стенами, а также парковой зоной до красной линии близлежащих улиц Мерецкова-Волосова, Газон, Розважа и береговой линией р. Волхов |
|                            | 21                         | - башня Федоровская                                              | XV-XVII вв.                | федер.(Р-1327)             | Великий Новгород, Кремль           | Границы охранной зоны включают территорию, ограниченную крепостными стенами, а также парковой зоной до красной линии близлежащих улиц Мерецкова-Волосова, Газон, Розважа и береговой линией р. Волхов |
|                            | 22                         | - башня Борисоглебская (остатки)                                 | XV-XVIII вв.               | выявленный                 | Великий Новгород, Кремль           | Границы охранной зоны включают территорию, ограниченную крепостными стенами, а также парковой зоной до красной линии близлежащих улиц Мерецкова-Волосова, Газон, Розважа и береговой линией р. Волхов |
|                            | 23                         | - арка Воскресенская                                             | 1820 г.                    | федер.(Р-1327)             | Великий Новгород, Кремль           | Границы охранной зоны включают территорию, ограниченную крепостными стенами, а также парковой зоной до красной линии близлежащих улиц Мерецкова-Волосова, Газон, Розважа и береговой линией р. Волхов |
|                            | 24                         | - арка Пречистинская                                             | 1820 г.                    | федер.(Р-1327)             | Великий Новгород, Кремль           | Границы охранной зоны включают территорию, ограниченную крепостными стенами, а также парковой зоной до красной линии близлежащих улиц Мерецкова-Волосова, Газон, Розважа и береговой линией р. Волхов |
|                            | 25                         | - ров крепостной                                                 | XV в.                      | выявленный                 | Великий Новгород, Кремлёвский парк | Границы охранной зоны включают территорию, ограниченную крепостными стенами, а также парковой зоной до красной линии близлежащих улиц Мерецкова-Волосова, Газон, Розважа и береговой линией р. Волхов |
|                            | 26                         | - город земляной малый                                           | XV в.                      | выявленный                 | Великий Новгород, Кремлёвский парк | Границы охранной зоны включают территорию, ограниченную крепостными стенами, а также парковой зоной до красной линии близлежащих улиц Мерецкова-Волосова, Газон, Розважа и береговой линией р. Волхов |

| Постройки Кремля | Постройки Кремля | Постройки Кремля                                               | Постройки Кремля | Постройки Кремля                  | Постройки Кремля             | Постройки Кремля |
| ---------------- | ---------------- | -------------------------------------------------------------- | ---------------- | --------------------------------- | ---------------------------- | ---------------- |
|                  | 27               | - Софийский собор                                              | 1045-1050 гг.    | федер.(Р-1327)                    | Великий Новгород, Кремль     |                  |
|                  | 28               | - звонница Софийского собора                                   | XV-XVII вв.      | федер.(Р-1327)                    | Великий Новгород, Кремль     |                  |
|                  | 29               | - дом при Софийской звоннице                                   | XVII в.          | федер.(Р-1327)                    | Великий Новгород, Кремль, 4  |                  |
|                  | 30               | - надвратная церковь Сергия Радонежского                       | 1463 г.          | федер.(Р-1327)                    | Великий Новгород, Кремль, 12 |                  |
|                  | 31               | - церковь Покрова                                              | XVI в.           | федер.(Р-1327)                    | Великий Новгород, Кремль, 9  |                  |
|                  | 32               | - церковь Андрея Стратилата                                    | XV-XVIII вв.     | федер.(Р-1327)                    | Великий Новгород, Кремль     |                  |
|                  | 33               | - церковь Входа в Иерусалим                                    | 1759 г.          | федер.(Р-1327)                    | Великий Новгород, Кремль, 8  |                  |
|                  | 34               | - остатки церкви Входа в Иерусалим                             | 1336 г.          | выявленный (приказ от 31.05.2010) | Великий Новгород, Кремль     |                  |
|                  | 35               | - часозвоня                                                    | 1673 г.          | федер.(Р-1327)                    | Великий Новгород, Кремль     |                  |
|                  | 36               | - двор Владычный (остатки)                                     | XV в.            | федер.(Р-1327)                    | Великий Новгород, Кремль     |                  |
|                  | 37               | - палата Грановитая (Владычная)                                | 1433 г.          | федер.(Р-1327)                    | Великий Новгород, Кремль, 13 |                  |
|                  | 38               | - корпус викариев (экономский, Иоанновский)                    | 1888 г.          | федер.(Р-1327)                    | Великий Новгород, Кремль, 14 |                  |
|                  | 39               | - остатки здания палат архиепископа Василия на Владычном дворе | 1350 г.          | выявленный (приказ от 31.05.2010) | Великий Новгород, Кремль     |                  |
|                  | 40               | - корпус Никитский                                             | XV-XIX вв.       | федер.(Р-1327)                    | Великий Новгород, Кремль     |                  |
|                  | 41               | - корпус Лихудов                                               | XVII-XVIII вв.   | федер.(Р-1327)                    | Великий Новгород, Кремль, 10 |                  |
|                  | 42               | - здание судного и духовного приказов                          | 1669 г.          | федер.(Р-1327)                    | Великий Новгород, Кремль     |                  |
|                  | 43               | - здание Присутственных мест                                   | XVII-XIX вв.     | федер.(Р-1327)                    | Великий Новгород, Кремль, 6  |                  |
|                  | 44               | - Митрополичьи покои                                           | XVII-XIX вв.     | федер.(Р-1327)                    | Великий Новгород, Кремль, 5  |                  |
|                  | 45               | - дом епархиальный                                             | 1912 г.          | федер.(Р-1327)                    | Великий Новгород, Кремль, 7  |                  |
|                  | 46               | - здание духовного училища                                     | 1878 г.          | федер.(Р-1327)                    | Великий Новгород, Кремль, 6  |                  |
|                  | 47               | - корпус 1 Судейского городка                                  | XVIII в.         | федер.(Р-1327)                    | Великий Новгород, Кремль, 1  |                  |
|                  | 48               | - корпус 2 Судейского городка                                  | XVIII в.         | федер.(Р-1327)                    | Великий Новгород, Кремль, 2  |                  |
|                  | 49               | - корпус 3 Судейского городка                                  | XVIII в.         | федер.(Р-1327)                    | Великий Новгород, Кремль, 3  |                  |
|                  | 50               | - двор Воеводский (остатки)                                    | XVII в.          | федер.(Р-1327)                    | Великий Новгород, Кремль     |                  |
|                  | 51               | - музей Древностей                                             | 1892 г.          | федер.(Р-1327)                    | Великий Новгород, Кремль, 11 |                  |
|                  | 52               | - кузница архиерейского дома                                   | 1860-1870 гг.    | федер.(Р-1327)                    | Великий Новгород, Кремль     |                  |
|                  | 53               | - корпус каретный и конюшенный                                 | 1913 г.          | федер.(Р-1327)                    | Великий Новгород, Кремль     |                  |

| Памятники искусства | Памятники искусства | Памятники искусства | Памятники искусства                                         | Памятники искусства | Памятники искусства                                            | Памятники искусства |
| ------------------- | ------------------- | --- | ----------------------------------------------------------- | ------------------- | -------------------------------------------------------------- | ------------------- |
|                     | 54                  | - памятник «Тысячелетию России» (арх. М. О. Микешин, ск. И. Н. Шредер) | 1862 г.                                                     | федер.(Р-1327)      | Великий Новгород, Кремль                                       |                     |
|                     | 55                  | - памятник бронзового литья - «Львы» (из усадьбы А. Аракчеева в д. Грузино) | XIX в.                                                      | федер.(Р-624)       | Великий Новгород, Кремль, у входа в здание Присутственных мест |                     |
|                     | 56                  | - памятник бронзового литья - «Львы» малые (из усадьбы А. Аракчеева в д. Грузино) | XIX в.                                                      | федер.(Р-624)       | Великий Новгород, Кремль, у входа в Иоанновский корпус         |                     |
|                     | 57                  | - колокола Софийской звонницы: 1. «Полиелейный благовестник» из Хутынского монастыря; 2. «Воскресный» колокол Софийской звонницы; 3. «Праздничный» колокол Софийской звонницы; 4. «Вседневной благовестник» Софийской звонницы; 5. «Годуновский» колокол Духова монастыря; 6. Колокол, подаренный Великому Новгороду президентом РФ в празднование 1150-летия города | XVI-XIX вв. 1599 г. 1839 г. 1659 г. 1677 г. 1589 г. 2009 г. | выявленные          | Великий Новгород, Кремль, у Софийской звонницы                 |                     |

| 3. Архитектурный комплекс Ярославова дворища, XII-XIX вв. | 3. Архитектурный комплекс Ярославова дворища, XII-XIX вв. | 3. Архитектурный комплекс Ярославова дворища, XII-XIX вв. | 3. Архитектурный комплекс Ярославова дворища, XII-XIX вв. | 3. Архитектурный комплекс Ярославова дворища, XII-XIX вв. | 3. Архитектурный комплекс Ярославова дворища, XII-XIX вв. | 3. Архитектурный комплекс Ярославова дворища, XII-XIX вв. |
| --------------------------------------------------------- | --------------------------------------------------------- | --------------------------------------------------------- | --------------------------------------------------------- | --------------------------------------------------------- | --------------------------------------------------------- | --- |
|                                                           | 58                                                        | - Никольский собор на Дворище                             | 1113 г., XVII в.                                          | федер.(Р-1327)                                            | Великий Новгород, Ярославово дворище                      | Границы охранной зоны имеют протяженность с востока на запад 283 м, с севера на юг 405 м, ограничена р. Волхов, в 30 м от Путевого дворца, 55 м от церкви Иоанна на Опоках; на юго-востоке объединяется с охранной зоной церкви Благовещения Пресвятой Богородицы на Торгу и церковью Михаила Архангела с колокольней и переходом |
|                                                           | 59                                                        | - колокольня Никольского собора                           | XVII в.                                                   | федер.(Р-1327)                                            | Великий Новгород, Ярославово дворище                      | Границы охранной зоны имеют протяженность с востока на запад 283 м, с севера на юг 405 м, ограничена р. Волхов, в 30 м от Путевого дворца, 55 м от церкви Иоанна на Опоках; на юго-востоке объединяется с охранной зоной церкви Благовещения Пресвятой Богородицы на Торгу и церковью Михаила Архангела с колокольней и переходом |
|                                                           | 60                                                        | - церковь Параскевы Пятницы                               | 1207 г.                                                   | федер.(Р-1327)                                            | Великий Новгород, Ярославово дворище                      | Границы охранной зоны имеют протяженность с востока на запад 283 м, с севера на юг 405 м, ограничена р. Волхов, в 30 м от Путевого дворца, 55 м от церкви Иоанна на Опоках; на юго-востоке объединяется с охранной зоной церкви Благовещения Пресвятой Богородицы на Торгу и церковью Михаила Архангела с колокольней и переходом |
|                                                           | 61                                                        | - церковь Иоанна Предтечи на Опоках                       | XII, XV, XVII вв.                                         | федер.(Р-1327)                                            | Великий Новгород, Ярославово дворище                      | Границы охранной зоны имеют протяженность с востока на запад 283 м, с севера на юг 405 м, ограничена р. Волхов, в 30 м от Путевого дворца, 55 м от церкви Иоанна на Опоках; на юго-востоке объединяется с охранной зоной церкви Благовещения Пресвятой Богородицы на Торгу и церковью Михаила Архангела с колокольней и переходом |
|                                                           | 62                                                        | - церковь Успения Пресвятой Богородицы на Торгу           | XII, XV, XVII вв.                                         | федер.(Р-1327)                                            | Великий Новгород, Ярославово дворище                      | Границы охранной зоны имеют протяженность с востока на запад 283 м, с севера на юг 405 м, ограничена р. Волхов, в 30 м от Путевого дворца, 55 м от церкви Иоанна на Опоках; на юго-востоке объединяется с охранной зоной церкви Благовещения Пресвятой Богородицы на Торгу и церковью Михаила Архангела с колокольней и переходом |
|                                                           | 63                                                        | - церковь Жен Мироносиц                                   | 1510 г.                                                   | федер.(Р-1327)                                            | Великий Новгород, Ярославово дворище                      | Границы охранной зоны имеют протяженность с востока на запад 283 м, с севера на юг 405 м, ограничена р. Волхов, в 30 м от Путевого дворца, 55 м от церкви Иоанна на Опоках; на юго-востоке объединяется с охранной зоной церкви Благовещения Пресвятой Богородицы на Торгу и церковью Михаила Архангела с колокольней и переходом |
|                                                           | 64                                                        | - церковь Прокопия                                        | 1529 г.                                                   | федер.(Р-1327)                                            | Великий Новгород, Ярославово дворище                      | Границы охранной зоны имеют протяженность с востока на запад 283 м, с севера на юг 405 м, ограничена р. Волхов, в 30 м от Путевого дворца, 55 м от церкви Иоанна на Опоках; на юго-востоке объединяется с охранной зоной церкви Благовещения Пресвятой Богородицы на Торгу и церковью Михаила Архангела с колокольней и переходом |
|                                                           | 65                                                        | - церковь Георгия на Торгу                                | XIV, XVII-XVIII вв.                                       | федер.(Р-1327)                                            | Великий Новгород, Ярославово дворище                      | Границы охранной зоны имеют протяженность с востока на запад 283 м, с севера на юг 405 м, ограничена р. Волхов, в 30 м от Путевого дворца, 55 м от церкви Иоанна на Опоках; на юго-востоке объединяется с охранной зоной церкви Благовещения Пресвятой Богородицы на Торгу и церковью Михаила Архангела с колокольней и переходом |
|                                                           | 66                                                        | - гридница с надвратной башней                            | XVII-XIX вв.                                              | федер.(Р-1327)                                            | Великий Новгород, Ярославово дворище                      | Границы охранной зоны имеют протяженность с востока на запад 283 м, с севера на юг 405 м, ограничена р. Волхов, в 30 м от Путевого дворца, 55 м от церкви Иоанна на Опоках; на юго-востоке объединяется с охранной зоной церкви Благовещения Пресвятой Богородицы на Торгу и церковью Михаила Архангела с колокольней и переходом |
|                                                           | 67                                                        | - здание народного училища                                | XIX в.                                                    | федер.(Р-1327)                                            | Великий Новгород, Ярославово дворище                      | Границы охранной зоны имеют протяженность с востока на запад 283 м, с севера на юг 405 м, ограничена р. Волхов, в 30 м от Путевого дворца, 55 м от церкви Иоанна на Опоках; на юго-востоке объединяется с охранной зоной церкви Благовещения Пресвятой Богородицы на Торгу и церковью Михаила Архангела с колокольней и переходом |
|                                                           | 68                                                        | - аркада Гостиного двора                                  | XVIII в.                                                  | федер.(Р-1327)                                            | Великий Новгород, Ярославово дворище                      | Границы охранной зоны имеют протяженность с востока на запад 283 м, с севера на юг 405 м, ограничена р. Волхов, в 30 м от Путевого дворца, 55 м от церкви Иоанна на Опоках; на юго-востоке объединяется с охранной зоной церкви Благовещения Пресвятой Богородицы на Торгу и церковью Михаила Архангела с колокольней и переходом |
|                                                           | 69                                                        | - ряды торговые                                           | XVIII в.                                                  | регион.(М-104)                                            | Великий Новгород, Ярославово дворище                      | Границы охранной зоны имеют протяженность с востока на запад 283 м, с севера на юг 405 м, ограничена р. Волхов, в 30 м от Путевого дворца, 55 м от церкви Иоанна на Опоках; на юго-востоке объединяется с охранной зоной церкви Благовещения Пресвятой Богородицы на Торгу и церковью Михаила Архангела с колокольней и переходом |
|                                                           | 70                                                        | - лавка торговая                                          | XIX в.                                                    | регион.(М-104)                                            | Великий Новгород, Ярославово дворище                      | Границы охранной зоны имеют протяженность с востока на запад 283 м, с севера на юг 405 м, ограничена р. Волхов, в 30 м от Путевого дворца, 55 м от церкви Иоанна на Опоках; на юго-востоке объединяется с охранной зоной церкви Благовещения Пресвятой Богородицы на Торгу и церковью Михаила Архангела с колокольней и переходом |
|                                                           | 71                                                        | - ограда                                                  | XIX в.                                                    | регион.(М-104)                                            | Великий Новгород, Ярославово дворище                      | Границы охранной зоны имеют протяженность с востока на запад 283 м, с севера на юг 405 м, ограничена р. Волхов, в 30 м от Путевого дворца, 55 м от церкви Иоанна на Опоках; на юго-востоке объединяется с охранной зоной церкви Благовещения Пресвятой Богородицы на Торгу и церковью Михаила Архангела с колокольней и переходом |

| 4. Оборонительные сооружения Окольного города, XIV, XVI вв. | 4. Оборонительные сооружения Окольного города, XIV, XVI вв. | 4. Оборонительные сооружения Окольного города, XIV, XVI вв. | 4. Оборонительные сооружения Окольного города, XIV, XVI вв. | 4. Оборонительные сооружения Окольного города, XIV, XVI вв. | 4. Оборонительные сооружения Окольного города, XIV, XVI вв.              | 4. Оборонительные сооружения Окольного города, XIV, XVI вв.                                      |
| ----------------------------------------------------------- | ----------------------------------------------------------- | ----------------------------------------------------------- | ----------------------------------------------------------- | ----------------------------------------------------------- | ------------------------------------------------------------------------ | ------------------------------------------------------------------------------------------------ |
|                                                             | 72                                                          | - вал                                                       |                                                             | федер.(Р-1327)                                              | Великий Новгород, Завальная ул., Завальная-Кольцевая ул., Запольская ул. | По внутренней стороне вала – 50 м от его подошвы, с наружной стороны – 50 м от внешнего края рва |
|                                                             | 73                                                          | - ров                                                       |                                                             | федер.(Р-1327)                                              | Великий Новгород, Завальная ул., Завальная-Кольцевая ул., Запольская ул. | По внутренней стороне вала – 50 м от его подошвы, с наружной стороны – 50 м от внешнего края рва |
|                                                             | 74                                                          | - остатки стен и башен                                      | 1207 г.                                                     | федер.(Р-1327)                                              | Великий Новгород, Завальная ул., Завальная-Кольцевая ул., Запольская ул. | По внутренней стороне вала – 50 м от его подошвы, с наружной стороны – 50 м от внешнего края рва |

| 5 | 75 | Белая (Алексеевская) башня                         | XVI в.  | федер.(Р-1327) | Великий Новгород, ул. Троицкая-Пробойная         | Границы охранной зоны входят в охранную зону Воскресенского монастыря, охватывающую территорию 5,5 га |
| 6 | 76 | Церковь Николы на Липне Никололипенского монастыря | 1292 г. | федер.(Р-1327) | Новгородский район, 8 км к юго-востоку от города | Охранная зона памятника имеет вид прямоугольника со сторонами 119 х 120 х 83 х 82,5 м                 |

| Монастырь нередицкий, XII-XIX вв. | Монастырь нередицкий, XII-XIX вв. | Монастырь нередицкий, XII-XIX вв. | Монастырь нередицкий, XII-XIX вв. | Монастырь нередицкий, XII-XIX вв. | Монастырь нередицкий, XII-XIX вв.    | Монастырь нередицкий, XII-XIX вв.                                                                                 |
| --------------------------------- | --------------------------------- | --------------------------------- | --------------------------------- | --------------------------------- | ------------------------------------ | --- |
| 7                                 | 77                                | - церковь Спаса на Нередице       | 1198 г., XVIII в.                 | федер.(Р-1327)                    | Новгородский район, д. Спас-Нередицы | Охранная зона памятника имеет вид прямоугольника со сторонами 69,5 х 57 х 60 х 55,1 м; площадь составляет 0,36 га |
|                                   | 78                                | - колокольня                      |                                   | федер.(Р-1327)                    | Новгородский район, д. Спас-Нередицы | Охранная зона памятника имеет вид прямоугольника со сторонами 69,5 х 57 х 60 х 55,1 м; площадь составляет 0,36 га |

| 8 | 79 | Церковь Благовещения на Городище | 1103, 1342-1343 гг. | федер.(Р-1327) | Великий Новгород, д. Городище | Территория памятника имеет вид неправильного четырёхугольника со сторонами 57 х 72 х 52,6 х 63, 4 м; площадь – 0,37 га |

| 9. Скит Перынский, XIII-XIX вв. | 9. Скит Перынский, XIII-XIX вв. | 9. Скит Перынский, XIII-XIX вв. | 9. Скит Перынский, XIII-XIX вв. | 9. Скит Перынский, XIII-XIX вв. | 9. Скит Перынский, XIII-XIX вв.  | 9. Скит Перынский, XIII-XIX вв. |
| ------------------------------- | ------------------------------- | ------------------------------- | ------------------------------- | ------------------------------- | -------------------------------- | --- |
|                                 | 80                              | - церковь Рождества Богородицы  | XIII в.                         | федер.(Р-1327)                  | Великий Новгород, Перынский скит | Охранной зоной является вся территория холма (острова) в его естественных границах. Границы охранной зоны проходят в 40 м к северу от церкви Рождества Богородицы, в 60 м к югу, в 60 м к западу, восточной границей служит р. Волхов |
| Постройки XIX в.                |                                 |                                 |                                 |                                 |                                  | Охранной зоной является вся территория холма (острова) в его естественных границах. Границы охранной зоны проходят в 40 м к северу от церкви Рождества Богородицы, в 60 м к югу, в 60 м к западу, восточной границей служит р. Волхов |
|                                 | 81                              | - корпус архимандритский        | 1830 г.                         | федер.(Р-624)                   | Великий Новгород, Перынский скит | Охранной зоной является вся территория холма (острова) в его естественных границах. Границы охранной зоны проходят в 40 м к северу от церкви Рождества Богородицы, в 60 м к югу, в 60 м к западу, восточной границей служит р. Волхов |
|                                 | 82                              | - корпус братский с трапезной   | 1830 г.                         | федер.(Р-624)                   | Великий Новгород, Перынский скит | Охранной зоной является вся территория холма (острова) в его естественных границах. Границы охранной зоны проходят в 40 м к северу от церкви Рождества Богородицы, в 60 м к югу, в 60 м к западу, восточной границей служит р. Волхов |
|                                 | 83                              | - корпус северо-западный        | XIX в.                          | выявленный                      | Великий Новгород, Перынский скит | Охранной зоной является вся территория холма (острова) в его естественных границах. Границы охранной зоны проходят в 40 м к северу от церкви Рождества Богородицы, в 60 м к югу, в 60 м к западу, восточной границей служит р. Волхов |
|                                 | 84                              | - корпус скитоначальника        | 1830 г.                         | федер.(Р-624)                   | Великий Новгород, Перынский скит | Охранной зоной является вся территория холма (острова) в его естественных границах. Границы охранной зоны проходят в 40 м к северу от церкви Рождества Богородицы, в 60 м к югу, в 60 м к западу, восточной границей служит р. Волхов |
|                                 | 85                              | - ограда (остатки)              | XIX в.                          | выявленный                      | Великий Новгород, Перынский скит | Охранной зоной является вся территория холма (острова) в его естественных границах. Границы охранной зоны проходят в 40 м к северу от церкви Рождества Богородицы, в 60 м к югу, в 60 м к западу, восточной границей служит р. Волхов |
|                                 | 86                              | - насаждения скита              | XIII-XIX вв.                    | регион.(М-21)                   | Великий Новгород, Перынский скит | Охранной зоной является вся территория холма (острова) в его естественных границах. Границы охранной зоны проходят в 40 м к северу от церкви Рождества Богородицы, в 60 м к югу, в 60 м к западу, восточной границей служит р. Волхов |

| 10. Монастырь Юрьев, XII-XIX вв. | 10. Монастырь Юрьев, XII-XIX вв. | 10. Монастырь Юрьев, XII-XIX вв.                         | 10. Монастырь Юрьев, XII-XIX вв. | 10. Монастырь Юрьев, XII-XIX вв. | 10. Монастырь Юрьев, XII-XIX вв. | 10. Монастырь Юрьев, XII-XIX вв. |
| -------------------------------- | -------------------------------- | -------------------------------------------------------- | -------------------------------- | -------------------------------- | -------------------------------- | --- |
|                                  | 87                               | - Георгиевский собор                                     | 1119 г.                          | федер.(Р-1327)                   | Великий Новгород, д. Юрьево      | Охранная зона включает всю территорию внутри монастыря и участок вокруг периметра монастырской застройки на расстоянии 200 м к югу, западу, северу; на востоке участок вдоль р. Волхов между стенами монастыря и берегом, включается в охранную зону. На севере соединяется с охранной зоной Музея деревянного зодчества «Витославлицы» |
|                                  | 88                               | - Спасский собор                                         | 1763, 1824 гг.                   | федер.(Р-1327)                   | Великий Новгород, д. Юрьево      | Охранная зона включает всю территорию внутри монастыря и участок вокруг периметра монастырской застройки на расстоянии 200 м к югу, западу, северу; на востоке участок вдоль р. Волхов между стенами монастыря и берегом, включается в охранную зону. На севере соединяется с охранной зоной Музея деревянного зодчества «Витославлицы» |
|                                  | 89                               | - Крестовоздвиженский собор                              | 1761, 1823 гг.                   | федер.(Р-1327)                   | Великий Новгород, д. Юрьево      | Охранная зона включает всю территорию внутри монастыря и участок вокруг периметра монастырской застройки на расстоянии 200 м к югу, западу, северу; на востоке участок вдоль р. Волхов между стенами монастыря и берегом, включается в охранную зону. На севере соединяется с охранной зоной Музея деревянного зодчества «Витославлицы» |
|                                  | 90                               | - колокольня надвратная                                  | 1841 г.                          | федер.(Р-1327)                   | Великий Новгород, д. Юрьево      | Охранная зона включает всю территорию внутри монастыря и участок вокруг периметра монастырской застройки на расстоянии 200 м к югу, западу, северу; на востоке участок вдоль р. Волхов между стенами монастыря и берегом, включается в охранную зону. На севере соединяется с охранной зоной Музея деревянного зодчества «Витославлицы» |
| Стены и башни XVIII-XIX вв.      |                                  |                                                          |                                  |                                  |                                  | Охранная зона включает всю территорию внутри монастыря и участок вокруг периметра монастырской застройки на расстоянии 200 м к югу, западу, северу; на востоке участок вдоль р. Волхов между стенами монастыря и берегом, включается в охранную зону. На севере соединяется с охранной зоной Музея деревянного зодчества «Витославлицы» |
|                                  | 91                               | - стены                                                  | XVIII в., 1824 г.                | выявленный                       | Великий Новгород, д. Юрьево      | Охранная зона включает всю территорию внутри монастыря и участок вокруг периметра монастырской застройки на расстоянии 200 м к югу, западу, северу; на востоке участок вдоль р. Волхов между стенами монастыря и берегом, включается в охранную зону. На севере соединяется с охранной зоной Музея деревянного зодчества «Витославлицы» |
|                                  | 92                               | - башня северо-западная                                  | 1830 г.                          | выявленный                       | Великий Новгород, д. Юрьево      | Охранная зона включает всю территорию внутри монастыря и участок вокруг периметра монастырской застройки на расстоянии 200 м к югу, западу, северу; на востоке участок вдоль р. Волхов между стенами монастыря и берегом, включается в охранную зону. На севере соединяется с охранной зоной Музея деревянного зодчества «Витославлицы» |
|                                  | 93                               | - башня юго-восточная (церковь Михаила)                  | XVIII в., 1835 г.                | выявленный                       | Великий Новгород, д. Юрьево      | Охранная зона включает всю территорию внутри монастыря и участок вокруг периметра монастырской застройки на расстоянии 200 м к югу, западу, северу; на востоке участок вдоль р. Волхов между стенами монастыря и берегом, включается в охранную зону. На севере соединяется с охранной зоной Музея деревянного зодчества «Витославлицы» |
|                                  | 94                               | - башня юго-западная                                     | 1825 г.                          | выявленный                       | Великий Новгород, д. Юрьево      | Охранная зона включает всю территорию внутри монастыря и участок вокруг периметра монастырской застройки на расстоянии 200 м к югу, западу, северу; на востоке участок вдоль р. Волхов между стенами монастыря и берегом, включается в охранную зону. На севере соединяется с охранной зоной Музея деревянного зодчества «Витославлицы» |
|                                  | 95                               | - ворота восточные                                       | 1824 г.                          | выявленный                       | Великий Новгород, д. Юрьево      | Охранная зона включает всю территорию внутри монастыря и участок вокруг периметра монастырской застройки на расстоянии 200 м к югу, западу, северу; на востоке участок вдоль р. Волхов между стенами монастыря и берегом, включается в охранную зону. На севере соединяется с охранной зоной Музея деревянного зодчества «Витославлицы» |
|                                  | 96                               | - ворота западные                                        | 1833 г.                          | выявленный                       | Великий Новгород, д. Юрьево      | Охранная зона включает всю территорию внутри монастыря и участок вокруг периметра монастырской застройки на расстоянии 200 м к югу, западу, северу; на востоке участок вдоль р. Волхов между стенами монастыря и берегом, включается в охранную зону. На севере соединяется с охранной зоной Музея деревянного зодчества «Витославлицы» |
| Постройки XVIII-XIX вв.          |                                  |                                                          |                                  |                                  |                                  | Охранная зона включает всю территорию внутри монастыря и участок вокруг периметра монастырской застройки на расстоянии 200 м к югу, западу, северу; на востоке участок вдоль р. Волхов между стенами монастыря и берегом, включается в охранную зону. На севере соединяется с охранной зоной Музея деревянного зодчества «Витославлицы» |
|                                  | 97                               | - киворий                                                | XIX в.                           | выявленный                       | Великий Новгород, д. Юрьево      | Охранная зона включает всю территорию внутри монастыря и участок вокруг периметра монастырской застройки на расстоянии 200 м к югу, западу, северу; на востоке участок вдоль р. Волхов между стенами монастыря и берегом, включается в охранную зону. На севере соединяется с охранной зоной Музея деревянного зодчества «Витославлицы» |
|                                  | 98                               | - конюшня                                                | XIX в.                           | федер.(Р-1327)                   | Великий Новгород, д. Юрьево      | Охранная зона включает всю территорию внутри монастыря и участок вокруг периметра монастырской застройки на расстоянии 200 м к югу, западу, северу; на востоке участок вдоль р. Волхов между стенами монастыря и берегом, включается в охранную зону. На севере соединяется с охранной зоной Музея деревянного зодчества «Витославлицы» |
|                                  | 99                               | - корпус архимандритский                                 | 1768, 1824 гг.                   | выявленный                       | Великий Новгород, д. Юрьево      | Охранная зона включает всю территорию внутри монастыря и участок вокруг периметра монастырской застройки на расстоянии 200 м к югу, западу, северу; на востоке участок вдоль р. Волхов между стенами монастыря и берегом, включается в охранную зону. На севере соединяется с охранной зоной Музея деревянного зодчества «Витославлицы» |
|                                  | 100                              | - корпус братский восточный                              | 1825 г.                          | федер.(Р-1327)                   | Великий Новгород, д. Юрьево      | Охранная зона включает всю территорию внутри монастыря и участок вокруг периметра монастырской застройки на расстоянии 200 м к югу, западу, северу; на востоке участок вдоль р. Волхов между стенами монастыря и берегом, включается в охранную зону. На севере соединяется с охранной зоной Музея деревянного зодчества «Витославлицы» |
|                                  | 101                              | - корпус братский западный со стеной и воротами          | XIX в.                           | выявленный                       | Великий Новгород, д. Юрьево      | Охранная зона включает всю территорию внутри монастыря и участок вокруг периметра монастырской застройки на расстоянии 200 м к югу, западу, северу; на востоке участок вдоль р. Волхов между стенами монастыря и берегом, включается в охранную зону. На севере соединяется с охранной зоной Музея деревянного зодчества «Витославлицы» |
|                                  | 102                              | - корпус гостиничный                                     | 1830 г.                          | выявленный                       | Великий Новгород, д. Юрьево      | Охранная зона включает всю территорию внутри монастыря и участок вокруг периметра монастырской застройки на расстоянии 200 м к югу, западу, северу; на востоке участок вдоль р. Волхов между стенами монастыря и берегом, включается в охранную зону. На севере соединяется с охранной зоной Музея деревянного зодчества «Витославлицы» |
|                                  | 103                              | - корпус каретный                                        | XVIII в.                         | выявленный                       | Великий Новгород, д. Юрьево      | Охранная зона включает всю территорию внутри монастыря и участок вокруг периметра монастырской застройки на расстоянии 200 м к югу, западу, северу; на востоке участок вдоль р. Волхов между стенами монастыря и берегом, включается в охранную зону. На севере соединяется с охранной зоной Музея деревянного зодчества «Витославлицы» |
|                                  | 104                              | - покои настоятельские летние (часть южного корпуса)     | 1818, 1833 гг.                   | выявленный                       | Великий Новгород, д. Юрьево      | Охранная зона включает всю территорию внутри монастыря и участок вокруг периметра монастырской застройки на расстоянии 200 м к югу, западу, северу; на востоке участок вдоль р. Волхов между стенами монастыря и берегом, включается в охранную зону. На севере соединяется с охранной зоной Музея деревянного зодчества «Витославлицы» |
|                                  | 105                              | - корпус Орловский братский                              | 1827 г.                          | федер.(Р-1327)                   | Великий Новгород, д. Юрьево      | Охранная зона включает всю территорию внутри монастыря и участок вокруг периметра монастырской застройки на расстоянии 200 м к югу, западу, северу; на востоке участок вдоль р. Волхов между стенами монастыря и берегом, включается в охранную зону. На севере соединяется с охранной зоной Музея деревянного зодчества «Витославлицы» |
|                                  | 106                              | - корпус северный (наместника, казначея и ризничего)     | 1828 г.                          | федер.(Р-1327)                   | Великий Новгород, д. Юрьево      | Охранная зона включает всю территорию внутри монастыря и участок вокруг периметра монастырской застройки на расстоянии 200 м к югу, западу, северу; на востоке участок вдоль р. Волхов между стенами монастыря и берегом, включается в охранную зону. На севере соединяется с охранной зоной Музея деревянного зодчества «Витославлицы» |
|                                  | 107                              | - корпус южный (больничный) с церковью Неопалимой Купины | 1830 г.                          | федер.(Р-1327)                   | Великий Новгород, д. Юрьево      | Охранная зона включает всю территорию внутри монастыря и участок вокруг периметра монастырской застройки на расстоянии 200 м к югу, западу, северу; на востоке участок вдоль р. Волхов между стенами монастыря и берегом, включается в охранную зону. На севере соединяется с охранной зоной Музея деревянного зодчества «Витославлицы» |
|                                  | 108                              | - мастерские столярные и слесарные                       | 1828 г.                          | выявленный                       | Великий Новгород, д. Юрьево      | Охранная зона включает всю территорию внутри монастыря и участок вокруг периметра монастырской застройки на расстоянии 200 м к югу, западу, северу; на востоке участок вдоль р. Волхов между стенами монастыря и берегом, включается в охранную зону. На севере соединяется с охранной зоной Музея деревянного зодчества «Витославлицы» |
|                                  | 109                              | - мастерская швейная                                     | 1823-1833 гг.                    | выявленный                       | Великий Новгород, д. Юрьево      | Охранная зона включает всю территорию внутри монастыря и участок вокруг периметра монастырской застройки на расстоянии 200 м к югу, западу, северу; на востоке участок вдоль р. Волхов между стенами монастыря и берегом, включается в охранную зону. На севере соединяется с охранной зоной Музея деревянного зодчества «Витославлицы» |
|                                  | 110                              | - дом за западной стеной монастыря                       | XIX в.                           | выявленный                       | Великий Новгород, д. Юрьево      | Охранная зона включает всю территорию внутри монастыря и участок вокруг периметра монастырской застройки на расстоянии 200 м к югу, западу, северу; на востоке участок вдоль р. Волхов между стенами монастыря и берегом, включается в охранную зону. На севере соединяется с охранной зоной Музея деревянного зодчества «Витославлицы» |
|                                  | 111                              | - пруд монастырский                                      | XIX в.                           | выявленный                       |                                  | Охранная зона включает всю территорию внутри монастыря и участок вокруг периметра монастырской застройки на расстоянии 200 м к югу, западу, северу; на востоке участок вдоль р. Волхов между стенами монастыря и берегом, включается в охранную зону. На севере соединяется с охранной зоной Музея деревянного зодчества «Витославлицы» |
| Памятники истории                |                                  |                                                          |                                  |                                  |                                  | Охранная зона включает всю территорию внутри монастыря и участок вокруг периметра монастырской застройки на расстоянии 200 м к югу, западу, северу; на востоке участок вдоль р. Волхов между стенами монастыря и берегом, включается в охранную зону. На севере соединяется с охранной зоной Музея деревянного зодчества «Витославлицы» |
|                                  | 112                              | - металлическая кованая ограда монастырского сада        | XIX в.                           | выявленный                       |                                  | Охранная зона включает всю территорию внутри монастыря и участок вокруг периметра монастырской застройки на расстоянии 200 м к югу, западу, северу; на востоке участок вдоль р. Волхов между стенами монастыря и берегом, включается в охранную зону. На севере соединяется с охранной зоной Музея деревянного зодчества «Витославлицы» |

| 11 | 113 | Церковь Благовещения Пресвятой Богородицы на Мячине            | 1179 г., XVII в. | федер.(Р-1327) | Великий Новгород, Аркажи (бывшая деревня)                                        | Границы охранной зоны запад-восток – 150 м, юг-север – 150 м, в 83 м к северу от церкви Благовещения пресвятой Богородицы проходит дорога на Юрьево. С северо-востока охранная зона проходит по оз. Мячино, к югу в 35 м от церкви. |
| 12 | 114 | Церковь Апостолов Петра и Павла на Синичьей горе (на Сильнище) | 1185-1192 гг.    | федер.(Р-1327) | Великий Новгород, Петровсое кладбище (западная окраина города – шоссе на Юрьево) | Границы охранной зоны: 82 м к востоку от памятника, к западу 68 м, к северу 125 м, к югу 155 м |

| Монастырь Воскресенский на Мячине, XII-XIX вв. | Монастырь Воскресенский на Мячине, XII-XIX вв. | Монастырь Воскресенский на Мячине, XII-XIX вв.                  | Монастырь Воскресенский на Мячине, XII-XIX вв. | Монастырь Воскресенский на Мячине, XII-XIX вв. | Монастырь Воскресенский на Мячине, XII-XIX вв. | Монастырь Воскресенский на Мячине, XII-XIX вв. |
| ---------------------------------------------- | ---------------------------------------------- | --------------------------------------------------------------- | ---------------------------------------------- | ---------------------------------------------- | ---------------------------------------------- | --- |
| 13                                             | 115                                            | - церковь Иоанна Милостивого                                    | 1422 г.                                        | федер.(Р-1327)                                 | Великий Новгород, Воскресенская слобода        | Граница охранной зоны запад-восток – 150 м, юг-север – 150 м, от дороги на Юрьево – 83 м, север-восток – оз. Мячино, к югу от церкви Иоанна Милостивого – 35 м |
| 14                                             | 116                                            | - церковь Уверения Фомы в светлый праздник Воскресения Христова | XII в., 1464 г.                                | федер.(Р-1327)                                 | Великий Новгород, Воскресенская слобода        | Граница охранной зоны запад-восток – 150 м, юг-север – 150 м, от дороги на Юрьево – 83 м, север-восток – оз. Мячино, к югу от церкви Иоанна Милостивого – 35 м |

| 15 | 117 | Церковь Троицы в Ямской слободе              | XIV-XVII вв. | федер.(Р-1327) | Великий Новгород, ул. Троицкая-Пробойная, 9 | Территория памятника не определена. |
| 16 | 118 | Церковь Власия                               | 1407 г.      | федер.(Р-1327) | Великий Новгород, ул. Большая Власиевская   | Северная граница: от северо-восточного угла дома № 2 по ул. Каберова-Власьевской, затем по южному краю проезжей части ул. Волосовой. Восточная граница: до красной линии ул. Б. Власьевской, затем от южного угла участка, на котором расположено здание кинопроката, направляется к востоку, включая сквер на углу улиц Б. Власьевской и Редятиной. Южная граница: от угла земельного участка дома 22 по ул. Редятиной и до западного угла дома № 6 по ул. Каберова-Власьевской, включая охранную зону археологического памятника – Варварина монастыря. Западная граница совпадает с восточной линией застройки ул. Каберова-Власьевской |
| 17 | 119 | Церковь Двенадцати Апостолов на Пропастех    | 1455 г.      | федер.(Р-1327) | Великий Новгород, ул. Десятинная, 6         | Территория памятника включает территорию к северу – 25 м, к югу –45 м, к западу до городского вала, а к востоку – до ул. Десятинная |
| 18 | 120 | Церковь Апостолов Петра и Павла в Кожевниках | 1406 г.      | федер.(Р-1327) | Великий Новгород, ул. Звериная (Бредова), 4 | Территория является общей для церкви Николы Белого, церкви Лазаря и Зверина монастыря. На юге она сливается с охранной зоной земляного вала, на западе проходит по ул. Бредова-Звериная, на востоке – границей является автомагистраль. Северная граница проходит на расстоянии 47 м от церкви Симеона Богоприимца. |

| Монастырь Николо-Бельский | Монастырь Николо-Бельский | Монастырь Николо-Бельский | Монастырь Николо-Бельский | Монастырь Николо-Бельский | Монастырь Николо-Бельский                    | Монастырь Николо-Бельский |
| ------------------------- | ------------------------- | ------------------------- | ------------------------- | ------------------------- | -------------------------------------------- | --- |
| 19                        | 121                       | - церковь Николы Белого   | 1313 г., XVII в.          | федер.(Р-1327)            | Великий Новгород, ул. Звериная (Бредова), 14 | Территория является общей для церкви Николы Белого, церкви Лазаря и Зверина монастыря. На юге она сливается с охранной зоной земляного вала, на западе проходит по ул. Бредова-Звериная, на востоке – границей является автомагистраль. Северная граница проходит на расстоянии 47 м от церкви Симеона Богоприимца |
|                           | 122                       | - корпус южный            | XIX в.                    | выявленный                | Великий Новгород, ул. Звериная (Бредова), 14 | Территория является общей для церкви Николы Белого, церкви Лазаря и Зверина монастыря. На юге она сливается с охранной зоной земляного вала, на западе проходит по ул. Бредова-Звериная, на востоке – границей является автомагистраль. Северная граница проходит на расстоянии 47 м от церкви Симеона Богоприимца |
|                           | 123                       | - корпус юго-западный     | XIX в.                    | выявленный                | Великий Новгород, ул. Звериная (Бредова), 14 | Территория является общей для церкви Николы Белого, церкви Лазаря и Зверина монастыря. На юге она сливается с охранной зоной земляного вала, на западе проходит по ул. Бредова-Звериная, на востоке – границей является автомагистраль. Северная граница проходит на расстоянии 47 м от церкви Симеона Богоприимца |
|                           | 124                       | - корпус северо-западный  | XIX в.                    | выявленный                | Великий Новгород, ул. Звериная (Бредова), 14 | Территория является общей для церкви Николы Белого, церкви Лазаря и Зверина монастыря. На юге она сливается с охранной зоной земляного вала, на западе проходит по ул. Бредова-Звериная, на востоке – границей является автомагистраль. Северная граница проходит на расстоянии 47 м от церкви Симеона Богоприимца |
|                           | 125                       | - корпус северо-восточный | XIX в.                    | выявленный                | Великий Новгород, ул. Звериная (Бредова), 14 | Территория является общей для церкви Николы Белого, церкви Лазаря и Зверина монастыря. На юге она сливается с охранной зоной земляного вала, на западе проходит по ул. Бредова-Звериная, на востоке – границей является автомагистраль. Северная граница проходит на расстоянии 47 м от церкви Симеона Богоприимца |

| 20. Монастырь Зверин, XIV-XIX вв. | 20. Монастырь Зверин, XIV-XIX вв. | 20. Монастырь Зверин, XIV-XIX вв. | 20. Монастырь Зверин, XIV-XIX вв. | 20. Монастырь Зверин, XIV-XIX вв. | 20. Монастырь Зверин, XIV-XIX вв.            | 20. Монастырь Зверин, XIV-XIX вв. |
| --------------------------------- | --------------------------------- | --------------------------------- | --------------------------------- | --------------------------------- | -------------------------------------------- | --- |
|                                   | 126                               | - церковь Симеона Богоприимца     | 1467 г.                           | федер.(Р-1327)                    | Великий Новгород, ул. Лазаревская 1          | Восточная граница: от конечной точки северной границы и проходит на 180 м азимут 143 градусов, далее на 20 м азимут 176 градусов, далее на 130 м азимут 156 градусов. Северная граница: от южного угла дома № 25 по ул. Звериной, проходит параллельно фасаду здания и продолжается от восточного угла указанного дома на 25 м вдоль торца западной. далее поворачивает на 22 градуса и продолжается на расстояние 150 м. Западная граница: от юго-западного угла ограды дома № 18 по ул. Лазаревской, проходит по западной стороне ограды и далее продолжается до южного угла дома № 25 по ул. Звериной. Южная граница: на расстоянии 50 м восточнее юго-восточного угла южного корпуса Николо-Бельского монастыря, проходит вдоль фасада корпуса и продолжается до западной стороны ул. Звериная-Бредова, далее поворачивает на север и продолжается на 50 м вдоль западной стороны ул. Звериная, далее поворачивает на запад и продолжается до юго-западного угла ограды дома № 18 по ул. Лазаревской |
|                                   | 127                               | - церковь Покрова                 | 1399 г., XVII в.                  | федер.(Р-1327)                    | Великий Новгород, ул. Лазаревская            | Восточная граница: от конечной точки северной границы и проходит на 180 м азимут 143 градусов, далее на 20 м азимут 176 градусов, далее на 130 м азимут 156 градусов. Северная граница: от южного угла дома № 25 по ул. Звериной, проходит параллельно фасаду здания и продолжается от восточного угла указанного дома на 25 м вдоль торца западной. далее поворачивает на 22 градуса и продолжается на расстояние 150 м. Западная граница: от юго-западного угла ограды дома № 18 по ул. Лазаревской, проходит по западной стороне ограды и далее продолжается до южного угла дома № 25 по ул. Звериной. Южная граница: на расстоянии 50 м восточнее юго-восточного угла южного корпуса Николо-Бельского монастыря, проходит вдоль фасада корпуса и продолжается до западной стороны ул. Звериная-Бредова, далее поворачивает на север и продолжается на 50 м вдоль западной стороны ул. Звериная, далее поворачивает на запад и продолжается до юго-западного угла ограды дома № 18 по ул. Лазаревской |
|                                   | 128                               | - собор Покрова Богородицы        | XIX в.                            | федер.(Р-1327)                    | Великий Новгород, ул. Лазаревская            | Восточная граница: от конечной точки северной границы и проходит на 180 м азимут 143 градусов, далее на 20 м азимут 176 градусов, далее на 130 м азимут 156 градусов. Северная граница: от южного угла дома № 25 по ул. Звериной, проходит параллельно фасаду здания и продолжается от восточного угла указанного дома на 25 м вдоль торца западной. далее поворачивает на 22 градуса и продолжается на расстояние 150 м. Западная граница: от юго-западного угла ограды дома № 18 по ул. Лазаревской, проходит по западной стороне ограды и далее продолжается до южного угла дома № 25 по ул. Звериной. Южная граница: на расстоянии 50 м восточнее юго-восточного угла южного корпуса Николо-Бельского монастыря, проходит вдоль фасада корпуса и продолжается до западной стороны ул. Звериная-Бредова, далее поворачивает на север и продолжается на 50 м вдоль западной стороны ул. Звериная, далее поворачивает на запад и продолжается до юго-западного угла ограды дома № 18 по ул. Лазаревской |
|                                   | 129                               | - корпус южный                    | XIX в.                            | выявленный                        | Великий Новгород, ул. Звериная (Бредова), 16 | Восточная граница: от конечной точки северной границы и проходит на 180 м азимут 143 градусов, далее на 20 м азимут 176 градусов, далее на 130 м азимут 156 градусов. Северная граница: от южного угла дома № 25 по ул. Звериной, проходит параллельно фасаду здания и продолжается от восточного угла указанного дома на 25 м вдоль торца западной. далее поворачивает на 22 градуса и продолжается на расстояние 150 м. Западная граница: от юго-западного угла ограды дома № 18 по ул. Лазаревской, проходит по западной стороне ограды и далее продолжается до южного угла дома № 25 по ул. Звериной. Южная граница: на расстоянии 50 м восточнее юго-восточного угла южного корпуса Николо-Бельского монастыря, проходит вдоль фасада корпуса и продолжается до западной стороны ул. Звериная-Бредова, далее поворачивает на север и продолжается на 50 м вдоль западной стороны ул. Звериная, далее поворачивает на запад и продолжается до юго-западного угла ограды дома № 18 по ул. Лазаревской |
|                                   | 130                               | - колокольня надвратная           | XIX в.                            | выявленный                        |                                              | Восточная граница: от конечной точки северной границы и проходит на 180 м азимут 143 градусов, далее на 20 м азимут 176 градусов, далее на 130 м азимут 156 градусов. Северная граница: от южного угла дома № 25 по ул. Звериной, проходит параллельно фасаду здания и продолжается от восточного угла указанного дома на 25 м вдоль торца западной. далее поворачивает на 22 градуса и продолжается на расстояние 150 м. Западная граница: от юго-западного угла ограды дома № 18 по ул. Лазаревской, проходит по западной стороне ограды и далее продолжается до южного угла дома № 25 по ул. Звериной. Южная граница: на расстоянии 50 м восточнее юго-восточного угла южного корпуса Николо-Бельского монастыря, проходит вдоль фасада корпуса и продолжается до западной стороны ул. Звериная-Бредова, далее поворачивает на север и продолжается на 50 м вдоль западной стороны ул. Звериная, далее поворачивает на запад и продолжается до юго-западного угла ограды дома № 18 по ул. Лазаревской |
|                                   | 131                               | - корпус западный                 | XIX в.                            | выявленный                        |                                              | Восточная граница: от конечной точки северной границы и проходит на 180 м азимут 143 градусов, далее на 20 м азимут 176 градусов, далее на 130 м азимут 156 градусов. Северная граница: от южного угла дома № 25 по ул. Звериной, проходит параллельно фасаду здания и продолжается от восточного угла указанного дома на 25 м вдоль торца западной. далее поворачивает на 22 градуса и продолжается на расстояние 150 м. Западная граница: от юго-западного угла ограды дома № 18 по ул. Лазаревской, проходит по западной стороне ограды и далее продолжается до южного угла дома № 25 по ул. Звериной. Южная граница: на расстоянии 50 м восточнее юго-восточного угла южного корпуса Николо-Бельского монастыря, проходит вдоль фасада корпуса и продолжается до западной стороны ул. Звериная-Бредова, далее поворачивает на север и продолжается на 50 м вдоль западной стороны ул. Звериная, далее поворачивает на запад и продолжается до юго-западного угла ограды дома № 18 по ул. Лазаревской |
|                                   | 132                               | - часовня                         | нач. XX в.                        | выявленный                        |                                              | Восточная граница: от конечной точки северной границы и проходит на 180 м азимут 143 градусов, далее на 20 м азимут 176 градусов, далее на 130 м азимут 156 градусов. Северная граница: от южного угла дома № 25 по ул. Звериной, проходит параллельно фасаду здания и продолжается от восточного угла указанного дома на 25 м вдоль торца западной. далее поворачивает на 22 градуса и продолжается на расстояние 150 м. Западная граница: от юго-западного угла ограды дома № 18 по ул. Лазаревской, проходит по западной стороне ограды и далее продолжается до южного угла дома № 25 по ул. Звериной. Южная граница: на расстоянии 50 м восточнее юго-восточного угла южного корпуса Николо-Бельского монастыря, проходит вдоль фасада корпуса и продолжается до западной стороны ул. Звериная-Бредова, далее поворачивает на север и продолжается на 50 м вдоль западной стороны ул. Звериная, далее поворачивает на запад и продолжается до юго-западного угла ограды дома № 18 по ул. Лазаревской |

| Монастырь Свято-Духов, XII-XIX вв. | Монастырь Свято-Духов, XII-XIX вв. | Монастырь Свято-Духов, XII-XIX вв.                         | Монастырь Свято-Духов, XII-XIX вв. | Монастырь Свято-Духов, XII-XIX вв. | Монастырь Свято-Духов, XII-XIX вв. | Монастырь Свято-Духов, XII-XIX вв. |
| ---------------------------------- | ---------------------------------- | ---------------------------------------------------------- | ---------------------------------- | ---------------------------------- | ---------------------------------- | --- |
| 21                                 | 133                                | - церковь Святой Троицы с трапезной                        | 1557 г.                            | федер.(Р-1327)                     | Великий Новгород, ул. Духовская    | Северная граница: от наб. р. Гзень и проходит на восток южного фасада 4-этажного дома № 4а по наб. р. Гзень до северо-западного угла ограды домов №№ 20, 20а, по ул. Духовской проходит по северной линии ограды и далее в продолжение этой линии до ул. Лазаревской. Восточная граница: от ул. Волховской в месте её пересечения с ул. Лазаревской и далее следует на юг по ул. Лазаревской до северо-западного угла котельной, затем вдоль западных фасадов котельной и 2-этажного здания. Южная граница: в 8 м к югу от юго-западного угла 2-этажного дома по ул. Красноармейской, проходит в 8 м от фасадов швейной фабрики и далее до кованой ограды. Западная граница: в 45 м севернее здания кордегардии и проходит по восточной стороне ул. Б. С.-Петербургской и далее по восточной стороне р. Гзень |
|                                    | 134                                | - церковь Сошествия Святого Духа с настоятельским корпусом | 1900 г.                            | выявленный                         | Великий Новгород, ул. Духовская    | Северная граница: от наб. р. Гзень и проходит на восток южного фасада 4-этажного дома № 4а по наб. р. Гзень до северо-западного угла ограды домов №№ 20, 20а, по ул. Духовской проходит по северной линии ограды и далее в продолжение этой линии до ул. Лазаревской. Восточная граница: от ул. Волховской в месте её пересечения с ул. Лазаревской и далее следует на юг по ул. Лазаревской до северо-западного угла котельной, затем вдоль западных фасадов котельной и 2-этажного здания. Южная граница: в 8 м к югу от юго-западного угла 2-этажного дома по ул. Красноармейской, проходит в 8 м от фасадов швейной фабрики и далее до кованой ограды. Западная граница: в 45 м севернее здания кордегардии и проходит по восточной стороне ул. Б. С.-Петербургской и далее по восточной стороне р. Гзень |
|                                    | 135                                | - башня юго-восточная                                      | XIX в.                             | выявленный                         | Великий Новгород, ул. Духовская    | Северная граница: от наб. р. Гзень и проходит на восток южного фасада 4-этажного дома № 4а по наб. р. Гзень до северо-западного угла ограды домов №№ 20, 20а, по ул. Духовской проходит по северной линии ограды и далее в продолжение этой линии до ул. Лазаревской. Восточная граница: от ул. Волховской в месте её пересечения с ул. Лазаревской и далее следует на юг по ул. Лазаревской до северо-западного угла котельной, затем вдоль западных фасадов котельной и 2-этажного здания. Южная граница: в 8 м к югу от юго-западного угла 2-этажного дома по ул. Красноармейской, проходит в 8 м от фасадов швейной фабрики и далее до кованой ограды. Западная граница: в 45 м севернее здания кордегардии и проходит по восточной стороне ул. Б. С.-Петербургской и далее по восточной стороне р. Гзень |
|                                    | 136                                | - корпус казначейский                                      | XIX в.                             | выявленный                         | Великий Новгород, ул. Духовская    | Северная граница: от наб. р. Гзень и проходит на восток южного фасада 4-этажного дома № 4а по наб. р. Гзень до северо-западного угла ограды домов №№ 20, 20а, по ул. Духовской проходит по северной линии ограды и далее в продолжение этой линии до ул. Лазаревской. Восточная граница: от ул. Волховской в месте её пересечения с ул. Лазаревской и далее следует на юг по ул. Лазаревской до северо-западного угла котельной, затем вдоль западных фасадов котельной и 2-этажного здания. Южная граница: в 8 м к югу от юго-западного угла 2-этажного дома по ул. Красноармейской, проходит в 8 м от фасадов швейной фабрики и далее до кованой ограды. Западная граница: в 45 м севернее здания кордегардии и проходит по восточной стороне ул. Б. С.-Петербургской и далее по восточной стороне р. Гзень |
|                                    | 137                                | - корпус сестринский трапезный                             | XIX в.                             | выявленный                         | Великий Новгород, ул. Духовская    | Северная граница: от наб. р. Гзень и проходит на восток южного фасада 4-этажного дома № 4а по наб. р. Гзень до северо-западного угла ограды домов №№ 20, 20а, по ул. Духовской проходит по северной линии ограды и далее в продолжение этой линии до ул. Лазаревской. Восточная граница: от ул. Волховской в месте её пересечения с ул. Лазаревской и далее следует на юг по ул. Лазаревской до северо-западного угла котельной, затем вдоль западных фасадов котельной и 2-этажного здания. Южная граница: в 8 м к югу от юго-западного угла 2-этажного дома по ул. Красноармейской, проходит в 8 м от фасадов швейной фабрики и далее до кованой ограды. Западная граница: в 45 м севернее здания кордегардии и проходит по восточной стороне ул. Б. С.-Петербургской и далее по восточной стороне р. Гзень |

| 22 | 138 | Церковь Федора Стратилата на Щиркове улице с колокольней | XIII в., 1682 г.       | федер.(Р-1327) | Великий Новгород, ул. Новолучанская, 10  | Восточная граница: от ул. Стратилатовской и проходит вдоль западного фасада дома № 9а по ул. Стратилатовской до крыльца вставки между домами № 9а и № 10 по ул. Новолучанской. Южная граница: от крыльца вставки и проходит вдоль юго-западного фасада дома № 9а до ул. Новолучанской. Западная граница: по восточной стороне ул. Новолучанской до пересечения с ул. Стратилатовской. Северная граница: по восточной стороне ул. Новолучанской до пересечения с ул. Стратилатовской. Северная граница: по южной стороне ул. Стратилатовской до внутриквартального проезда к дому № 9а |
|    | 139 | - дом жилой                                              | кон. XIX – нач. XX вв. | выявленный     | Великий Новгород, ул. Новолучанская, 10а | Восточная граница: от ул. Стратилатовской и проходит вдоль западного фасада дома № 9а по ул. Стратилатовской до крыльца вставки между домами № 9а и № 10 по ул. Новолучанской. Южная граница: от крыльца вставки и проходит вдоль юго-западного фасада дома № 9а до ул. Новолучанской. Западная граница: по восточной стороне ул. Новолучанской до пересечения с ул. Стратилатовской. Северная граница: по восточной стороне ул. Новолучанской до пересечения с ул. Стратилатовской. Северная граница: по южной стороне ул. Стратилатовской до внутриквартального проезда к дому № 9а |
| 23 | 140 | Церковь Апостолов Петра и Павла на Славне                | 1367 г.                | федер.(Р-1327) | Великий Новгород, ул. Знаменская, 4, 6   | Восточная граница совпадает с внутренней границей охранной зоны вала Окольного города и проходит от ул. Посольской, от северо-восточного угла земельного участка дома № 1 по ул. Панкратова, продолжается на юго-запад на 215 м до северо-западного угла 1-этажного производственного здания на территории водоочистительных сооружений. Южная граница начинается от указанного выше угла здания и идет по территории водоочистительных сооружений вдоль южного фасада 3-этажного административного здания до трёхстороннего перекрёстка асфальтового проезда, поворачивает к северу и идет по асфальтовому проезду до его поворота на север. Западная граница продолжается по указанному проезду, направление которого совпадает с ул. Знаменской, проходит через ворота с западной стороны 1-этажного контрольно-пропускного пункта водоочистительных сооружений и по восточной стороне ул. Знаменской доходит до ул. Посольской. Северная граница: по южной стороне ул. Посольской до исходной точки. |

| Храмовый комплекс, XIII-XVII вв. | Храмовый комплекс, XIII-XVII вв. | Храмовый комплекс, XIII-XVII вв.                     | Храмовый комплекс, XIII-XVII вв. | Храмовый комплекс, XIII-XVII вв. | Храмовый комплекс, XIII-XVII вв.            | Храмовый комплекс, XIII-XVII вв. |
| -------------------------------- | -------------------------------- | ---------------------------------------------------- | -------------------------------- | -------------------------------- | ------------------------------------------- | --- |
| 24                               | 141                              | - церковь Благовещения Пресвятой Богородицы на Торгу | 1553 г.                          | федер.(Р-1327)                   | Великий Новгород, ул. Большая Московская, 4 | Охранная зона церкви Благовещения Пресвятой Богородицы на Торгу и церкви Михаила Архангела объединена с охранной зоной Ярославова дворища: с востока на запад – 283 м, с севера на юг – 405 м. на севере 50 м от Путевого дворца, 55 м от церкви Иоанна на Опоках, на юго-востоке объединена с охранной зоной цц. Благовещения и Михаила – 92 х 230 м |
| 25                               | 142                              | - колокольня с переходом                             | XVII в.                          | федер.(Р-1327)                   | Великий Новгород, ул. Большая Московская, 4 | Охранная зона церкви Благовещения Пресвятой Богородицы на Торгу и церкви Михаила Архангела объединена с охранной зоной Ярославова дворища: с востока на запад – 283 м, с севера на юг – 405 м. на севере 50 м от Путевого дворца, 55 м от церкви Иоанна на Опоках, на юго-востоке объединена с охранной зоной цц. Благовещения и Михаила – 92 х 230 м |
| 25                               | 143                              | - церковь Михаила Архангела                          | 1300 г., XVI-XIX вв.             | федер.(Р-1327)                   | Великий Новгород, ул. Большая Московская, 4 | Охранная зона церкви Благовещения Пресвятой Богородицы на Торгу и церкви Михаила Архангела объединена с охранной зоной Ярославова дворища: с востока на запад – 283 м, с севера на юг – 405 м. на севере 50 м от Путевого дворца, 55 м от церкви Иоанна на Опоках, на юго-востоке объединена с охранной зоной цц. Благовещения и Михаила – 92 х 230 м |

| 26 | 144 | Церковь Филиппа Апостола с приделом Николая | 1526 г. | федер.(Р-1327) | Великий Новгород, ул. Знаменская, 32/34 | Охранная зона объединяется с охранной зоной Знаменского собора, церкви Спаса Преображения и домом Передольского. |

| 27. Храмовый комплекс Знаменского собора, XVII-XIX вв. | 27. Храмовый комплекс Знаменского собора, XVII-XIX вв. | 27. Храмовый комплекс Знаменского собора, XVII-XIX вв. | 27. Храмовый комплекс Знаменского собора, XVII-XIX вв. | 27. Храмовый комплекс Знаменского собора, XVII-XIX вв. | 27. Храмовый комплекс Знаменского собора, XVII-XIX вв. | 27. Храмовый комплекс Знаменского собора, XVII-XIX вв. |
| ------------------------------------------------------ | ------------------------------------------------------ | ------------------------------------------------------ | ------------------------------------------------------ | ------------------------------------------------------ | ------------------------------------------------------ | --- |
|                                                        | 145                                                    | - Знаменский собор                                     | 1682-1688 гг.                                          | федер.(Р-1327)                                         | Великий Новгород, Ильина ул.                           | Охранная зона объединена с охранными зонами церкви Спаса Преображения на северо-востоке, церкви Филиппа Апостола на юге. Границы охранной зоны проходят в 70 м к северу от собора, в 57 м к востоку от восточного корпуса и в 55 м к западу от западного корпуса |
|                                                        | 146                                                    | - колокольня                                           | XVII в.                                                | федер.(Р-1327)                                         | Великий Новгород, Ильина ул.                           | Охранная зона объединена с охранными зонами церкви Спаса Преображения на северо-востоке, церкви Филиппа Апостола на юге. Границы охранной зоны проходят в 70 м к северу от собора, в 57 м к востоку от восточного корпуса и в 55 м к западу от западного корпуса |
| Стены, XVIII-XIX вв.                                   |                                                        |                                                        |                                                        |                                                        |                                                        | Охранная зона объединена с охранными зонами церкви Спаса Преображения на северо-востоке, церкви Филиппа Апостола на юге. Границы охранной зоны проходят в 70 м к северу от собора, в 57 м к востоку от восточного корпуса и в 55 м к западу от западного корпуса |
|                                                        | 147                                                    | - корпус южный                                         | XVIII в.                                               | выявленный                                             | Великий Новгород, Ильина ул.                           | Охранная зона объединена с охранными зонами церкви Спаса Преображения на северо-востоке, церкви Филиппа Апостола на юге. Границы охранной зоны проходят в 70 м к северу от собора, в 57 м к востоку от восточного корпуса и в 55 м к западу от западного корпуса |
|                                                        | 148                                                    | - корпус восточный со стеной                           | XIX в.                                                 | федер.(Р-1327)                                         | Великий Новгород, Ильина ул.                           | Охранная зона объединена с охранными зонами церкви Спаса Преображения на северо-востоке, церкви Филиппа Апостола на юге. Границы охранной зоны проходят в 70 м к северу от собора, в 57 м к востоку от восточного корпуса и в 55 м к западу от западного корпуса |
|                                                        | 149                                                    | - корпус западный                                      | XVII в.                                                | федер.(Р-1327)                                         | Великий Новгород, Ильина ул.                           | Охранная зона объединена с охранными зонами церкви Спаса Преображения на северо-востоке, церкви Филиппа Апостола на юге. Границы охранной зоны проходят в 70 м к северу от собора, в 57 м к востоку от восточного корпуса и в 55 м к западу от западного корпуса |
|                                                        | 150                                                    | - Святые ворота с кельями                              | XIX в.                                                 | федер.(Р-1327)                                         | Великий Новгород, Ильина ул.                           | Охранная зона объединена с охранными зонами церкви Спаса Преображения на северо-востоке, церкви Филиппа Апостола на юге. Границы охранной зоны проходят в 70 м к северу от собора, в 57 м к востоку от восточного корпуса и в 55 м к западу от западного корпуса |
|                                                        | 151                                                    | - стена ограды                                         | XVIII-XIX вв.                                          | выявленный                                             | Великий Новгород, Ильина ул.                           | Охранная зона объединена с охранными зонами церкви Спаса Преображения на северо-востоке, церкви Филиппа Апостола на юге. Границы охранной зоны проходят в 70 м к северу от собора, в 57 м к востоку от восточного корпуса и в 55 м к западу от западного корпуса |

| 28 | 152 | Церковь Спаса Преображения        | 1374 г. | федер.(Р-1327) | Великий Новгород, Ильина ул.                 | Охранная зона объединяется с охранной зоной Знаменского собора и церкви Филиппа Апостола. |
| 29 | 153 | Церковь Климента на Иворове улице | 1519 г. | федер.(Р-1327) | Великий Новгород, ул. Большая Московская, 36 | Охранная зона объединяется с охранной зоной церкви Великомученика Дмитрия Солунского, колокольней и руинами домика XVII в. Границы охранной зоны: по улицам Фёдоровский Ручей, Б. Московской, Рогатица, с востока границы – на расстоянии 24 м от церкви Климента параллельно ул. Михайловой. |

| Храмовый комплекс, XV-XVII вв. | Храмовый комплекс, XV-XVII вв. | Храмовый комплекс, XV-XVII вв.              | Храмовый комплекс, XV-XVII вв. | Храмовый комплекс, XV-XVII вв. | Храмовый комплекс, XV-XVII вв.               | Храмовый комплекс, XV-XVII вв. |
| ------------------------------ | ------------------------------ | ------------------------------------------- | ------------------------------ | ------------------------------ | -------------------------------------------- | --- |
| 30                             | 154                            | - церковь Великомученика Дмитрия Солунского | 1462 г                         | федер.(Р-1327)                 | Великий Новгород, ул. Большая Московская, 42 | Охранная зона объединена с охранной зоной церкви Климента, 40 м с востока. Входит в комплексную охранную зону исторического ядра Великого Новгорода. |
| 30                             | 155                            | - колокольня                                | XVII в.                        | федер.(Р-1327)                 | Великий Новгород, ул. Большая Московская, 42 | Охранная зона объединена с охранной зоной церкви Климента, 40 м с востока. Входит в комплексную охранную зону исторического ядра Великого Новгорода. |

| 31 | 156 | Церковь Федора Стратилата на Ручью | 1361 г. | федер.(Р-1327) | Великий Новгород, ул. Федоровский ручей, 19 | Западная граница: от юго-западного угла Андреевской ул., по её восточной стороне на север, огибает здание колокольни и, пройдя ещё 40 м, заканчивается у внутреннего проезда к дому № 21. Северная граница проходит по внутриквартальному проезду к дому № 21, общая длина – 20 м. Южная граница: от юго-западного угла Андреевской ул., вдоль северной стороны ул. Федоровский Ручей удаляется на восток на расстояние 55 м. Восточная граница представляет выпукло-вогнутую линию, соединяющую восточную крайнюю точку северной границы и аналогичную точку южной границы, повторяя контур внутриквартальной пешеходной дорожки, ограждающей газон с восточной стороны памятника. |

| Монастырь Михалицкий Богородицкий, XIV-XVII вв. | Монастырь Михалицкий Богородицкий, XIV-XVII вв. | Монастырь Михалицкий Богородицкий, XIV-XVII вв.      | Монастырь Михалицкий Богородицкий, XIV-XVII вв. | Монастырь Михалицкий Богородицкий, XIV-XVII вв. | Монастырь Михалицкий Богородицкий, XIV-XVII вв. | Монастырь Михалицкий Богородицкий, XIV-XVII вв. |
| ----------------------------------------------- | ----------------------------------------------- | ---------------------------------------------------- | ----------------------------------------------- | ----------------------------------------------- | ----------------------------------------------- | --- |
| 32                                              | 157                                             | - церковь Рождества Богородицы                       | 1379 г., XVII в.                                | федер.(Р-1327)                                  | Великий Новгород, ул. Молотковская, 16          | Охранная зона монастыря проходит по ул. ул. Герасименко-Маницина, Молотковской, Красной. Восточная граница – 37 м от церкви Рождества Богородицы. Площадь охранной зоны –145 х 85м. |
| 33                                              | 158                                             | - трапезная с церковью Михаила Малеина с колокольней | 1557 г., XVII в.                                | федер.(Р-1327)                                  | Великий Новгород, ул. Молотковская, 14          | Охранная зона монастыря проходит по ул. ул. Герасименко-Маницина, Молотковской, Красной. Восточная граница – 37 м от церкви Рождества Богородицы. Площадь охранной зоны –145 х 85м. |

| 34 | 159 | Церковь Рождества Христова на Красном поле | 1382 г. | федер.(Р-1327) | Великий Новгород, Рождественское кладбище | Граница охранной зоны: 99 м к востоку от церкви Рождества Христова, 95 м к северу, 110 м к югу, 52 м к западу.                                                              |
| 35 | 160 | Церковь Бориса и Глеба в Плотниках         | 1536 г. | федер.(Р-1327) | Великий Новгород, наб. А. Невского        | Охранная зона с западной стороны граничит с берегом р. Волхов, с южной на 21 м от здания и восточной 40 м.                                                                  |
| 36 | 161 | Церковь Иоанна Богослова на Витке          | 1384 г. | федер.(Р-1327) | Великий Новгород, наб. А. Невского        | Охранная зона объединена с охранной зоной церкви Бориса и Глеба, оборонительным валом и кордегардией. К северу и востоку – 40 м от церкви, к западу – в 115 м от р. Волхов. |

| 37. Монастырь Антониев, XII-XIX вв. | 37. Монастырь Антониев, XII-XIX вв. | 37. Монастырь Антониев, XII-XIX вв.              | 37. Монастырь Антониев, XII-XIX вв. | 37. Монастырь Антониев, XII-XIX вв. | 37. Монастырь Антониев, XII-XIX вв.   | 37. Монастырь Антониев, XII-XIX вв. |
| ----------------------------------- | ----------------------------------- | ------------------------------------------------ | ----------------------------------- | ----------------------------------- | ------------------------------------- | --- |
|                                     | 162                                 | - собор Рождества Богородицы                     | 1117 г.                             | федер.(Р-1327)                      | Великий Новгород, Антоново            | Восточная граница: от ул. Студенческая, по линии ограждения на север, следуя по нему, поворачивает на восток, вновь на север, проходя в 60 м от восточной границы территории комплекса памятников Антониева монастыря до ограждения и вдоль него, мимо западного фасада котельной, до юго-западного торца здания медицинского учреждения. Северная граница: вдоль западной стороны ограды медицинского учреждения, по южной и западной сторонам ограды до берега р. Волхов, по ограждению территории речного порта. Западная граница: береговая линия р. Волхов. Южная граница: от р. Волхов, по ул. Студенческой, до западной линии ограждения территории гимназии. |
|                                     | 163                                 | - церковь Сретения с трапезной                   | 1535 г.                             | федер.(Р-1327)                      | Великий Новгород, Антоново            | Восточная граница: от ул. Студенческая, по линии ограждения на север, следуя по нему, поворачивает на восток, вновь на север, проходя в 60 м от восточной границы территории комплекса памятников Антониева монастыря до ограждения и вдоль него, мимо западного фасада котельной, до юго-западного торца здания медицинского учреждения. Северная граница: вдоль западной стороны ограды медицинского учреждения, по южной и западной сторонам ограды до берега р. Волхов, по ограждению территории речного порта. Западная граница: береговая линия р. Волхов. Южная граница: от р. Волхов, по ул. Студенческой, до западной линии ограждения территории гимназии. |
|                                     | 164                                 | - здание библиотеки духовной семинарии           | 1780 г.                             | федер.(Р-1327)                      | Великий Новгород, Антоново            | Восточная граница: от ул. Студенческая, по линии ограждения на север, следуя по нему, поворачивает на восток, вновь на север, проходя в 60 м от восточной границы территории комплекса памятников Антониева монастыря до ограждения и вдоль него, мимо западного фасада котельной, до юго-западного торца здания медицинского учреждения. Северная граница: вдоль западной стороны ограды медицинского учреждения, по южной и западной сторонам ограды до берега р. Волхов, по ограждению территории речного порта. Западная граница: береговая линия р. Волхов. Южная граница: от р. Волхов, по ул. Студенческой, до западной линии ограждения территории гимназии. |
|                                     | 165                                 | - кельи казначейские, настоятельские и келарские | 1701 г., XIX в.                     | федер.(Р-1327)                      | Великий Новгород, Антоново            | Восточная граница: от ул. Студенческая, по линии ограждения на север, следуя по нему, поворачивает на восток, вновь на север, проходя в 60 м от восточной границы территории комплекса памятников Антониева монастыря до ограждения и вдоль него, мимо западного фасада котельной, до юго-западного торца здания медицинского учреждения. Северная граница: вдоль западной стороны ограды медицинского учреждения, по южной и западной сторонам ограды до берега р. Волхов, по ограждению территории речного порта. Западная граница: береговая линия р. Волхов. Южная граница: от р. Волхов, по ул. Студенческой, до западной линии ограждения территории гимназии. |
|                                     | 166                                 | - здание больницы духовной семинарии             | 1801 г.                             | федер.(Р-1327)                      | Великий Новгород, Антоново            | Восточная граница: от ул. Студенческая, по линии ограждения на север, следуя по нему, поворачивает на восток, вновь на север, проходя в 60 м от восточной границы территории комплекса памятников Антониева монастыря до ограждения и вдоль него, мимо западного фасада котельной, до юго-западного торца здания медицинского учреждения. Северная граница: вдоль западной стороны ограды медицинского учреждения, по южной и западной сторонам ограды до берега р. Волхов, по ограждению территории речного порта. Западная граница: береговая линия р. Волхов. Южная граница: от р. Волхов, по ул. Студенческой, до западной линии ограждения территории гимназии. |
|                                     | 167                                 | - корпус западный береговой                      | XIX в.                              | регион.(Р-1327)                     | Великий Новгород, Антоново            | Восточная граница: от ул. Студенческая, по линии ограждения на север, следуя по нему, поворачивает на восток, вновь на север, проходя в 60 м от восточной границы территории комплекса памятников Антониева монастыря до ограждения и вдоль него, мимо западного фасада котельной, до юго-западного торца здания медицинского учреждения. Северная граница: вдоль западной стороны ограды медицинского учреждения, по южной и западной сторонам ограды до берега р. Волхов, по ограждению территории речного порта. Западная граница: береговая линия р. Волхов. Южная граница: от р. Волхов, по ул. Студенческой, до западной линии ограждения территории гимназии. |
|                                     | 168                                 | - корпус каретный                                | XIX в.                              | регион.(М-21)                       | Великий Новгород, Антоново            | Восточная граница: от ул. Студенческая, по линии ограждения на север, следуя по нему, поворачивает на восток, вновь на север, проходя в 60 м от восточной границы территории комплекса памятников Антониева монастыря до ограждения и вдоль него, мимо западного фасада котельной, до юго-западного торца здания медицинского учреждения. Северная граница: вдоль западной стороны ограды медицинского учреждения, по южной и западной сторонам ограды до берега р. Волхов, по ограждению территории речного порта. Западная граница: береговая линия р. Волхов. Южная граница: от р. Волхов, по ул. Студенческой, до западной линии ограждения территории гимназии. |
|                                     | 169                                 | - корпус конюшенный                              | XIX в.                              | регион.(М-21)                       | Великий Новгород, Антоново            | Восточная граница: от ул. Студенческая, по линии ограждения на север, следуя по нему, поворачивает на восток, вновь на север, проходя в 60 м от восточной границы территории комплекса памятников Антониева монастыря до ограждения и вдоль него, мимо западного фасада котельной, до юго-западного торца здания медицинского учреждения. Северная граница: вдоль западной стороны ограды медицинского учреждения, по южной и западной сторонам ограды до берега р. Волхов, по ограждению территории речного порта. Западная граница: береговая линия р. Волхов. Южная граница: от р. Волхов, по ул. Студенческой, до западной линии ограждения территории гимназии. |
|                                     | 170                                 | - корпус настоятельский                          | 1808 г.                             | федер.(Р-1327)                      | Великий Новгород, Антоново            | Восточная граница: от ул. Студенческая, по линии ограждения на север, следуя по нему, поворачивает на восток, вновь на север, проходя в 60 м от восточной границы территории комплекса памятников Антониева монастыря до ограждения и вдоль него, мимо западного фасада котельной, до юго-западного торца здания медицинского учреждения. Северная граница: вдоль западной стороны ограды медицинского учреждения, по южной и западной сторонам ограды до берега р. Волхов, по ограждению территории речного порта. Западная граница: береговая линия р. Волхов. Южная граница: от р. Волхов, по ул. Студенческой, до западной линии ограждения территории гимназии. |
|                                     | 171                                 | -- корпус южный с квасоварней                    | XVII-XIX вв.                        | федер.(Р-1327)                      | Великий Новгород, Антоново            | Восточная граница: от ул. Студенческая, по линии ограждения на север, следуя по нему, поворачивает на восток, вновь на север, проходя в 60 м от восточной границы территории комплекса памятников Антониева монастыря до ограждения и вдоль него, мимо западного фасада котельной, до юго-западного торца здания медицинского учреждения. Северная граница: вдоль западной стороны ограды медицинского учреждения, по южной и западной сторонам ограды до берега р. Волхов, по ограждению территории речного порта. Западная граница: береговая линия р. Волхов. Южная граница: от р. Волхов, по ул. Студенческой, до западной линии ограждения территории гимназии. |
|                                     | 172                                 | - здание духовной семинарии                      | XIX в.                              | федер.(Р-1327)                      | Великий Новгород, Антоново            | Восточная граница: от ул. Студенческая, по линии ограждения на север, следуя по нему, поворачивает на восток, вновь на север, проходя в 60 м от восточной границы территории комплекса памятников Антониева монастыря до ограждения и вдоль него, мимо западного фасада котельной, до юго-западного торца здания медицинского учреждения. Северная граница: вдоль западной стороны ограды медицинского учреждения, по южной и западной сторонам ограды до берега р. Волхов, по ограждению территории речного порта. Западная граница: береговая линия р. Волхов. Южная граница: от р. Волхов, по ул. Студенческой, до западной линии ограждения территории гимназии. |
|                                     | 173                                 | - стены и ограда с башнями                       | XIX в.                              | регион.(М-21)                       | Великий Новгород, Антоново            | Восточная граница: от ул. Студенческая, по линии ограждения на север, следуя по нему, поворачивает на восток, вновь на север, проходя в 60 м от восточной границы территории комплекса памятников Антониева монастыря до ограждения и вдоль него, мимо западного фасада котельной, до юго-западного торца здания медицинского учреждения. Северная граница: вдоль западной стороны ограды медицинского учреждения, по южной и западной сторонам ограды до берега р. Волхов, по ограждению территории речного порта. Западная граница: береговая линия р. Волхов. Южная граница: от р. Волхов, по ул. Студенческой, до западной линии ограждения территории гимназии. |
|                                     | 174                                 | - колокольня надвратная                          | 1807 г.                             | федер.(Р-1327)                      | Великий Новгород, Антоново            | Восточная граница: от ул. Студенческая, по линии ограждения на север, следуя по нему, поворачивает на восток, вновь на север, проходя в 60 м от восточной границы территории комплекса памятников Антониева монастыря до ограждения и вдоль него, мимо западного фасада котельной, до юго-западного торца здания медицинского учреждения. Северная граница: вдоль западной стороны ограды медицинского учреждения, по южной и западной сторонам ограды до берега р. Волхов, по ограждению территории речного порта. Западная граница: береговая линия р. Волхов. Южная граница: от р. Волхов, по ул. Студенческой, до западной линии ограждения территории гимназии. |
|                                     | 175                                 | - церковь Антония Великого (остатки)             | XVI в.                              | регион.(М-104)                      | Великий Новгород, Антоново            | Восточная граница: от ул. Студенческая, по линии ограждения на север, следуя по нему, поворачивает на восток, вновь на север, проходя в 60 м от восточной границы территории комплекса памятников Антониева монастыря до ограждения и вдоль него, мимо западного фасада котельной, до юго-западного торца здания медицинского учреждения. Северная граница: вдоль западной стороны ограды медицинского учреждения, по южной и западной сторонам ограды до берега р. Волхов, по ограждению территории речного порта. Западная граница: береговая линия р. Волхов. Южная граница: от р. Волхов, по ул. Студенческой, до западной линии ограждения территории гимназии. |
|                                     | 176                                 | - баня                                           | XIX в.                              | регион.(М-104)                      | Великий Новгород, Антоново            | Восточная граница: от ул. Студенческая, по линии ограждения на север, следуя по нему, поворачивает на восток, вновь на север, проходя в 60 м от восточной границы территории комплекса памятников Антониева монастыря до ограждения и вдоль него, мимо западного фасада котельной, до юго-западного торца здания медицинского учреждения. Северная граница: вдоль западной стороны ограды медицинского учреждения, по южной и западной сторонам ограды до берега р. Волхов, по ограждению территории речного порта. Западная граница: береговая линия р. Волхов. Южная граница: от р. Волхов, по ул. Студенческой, до западной линии ограждения территории гимназии. |
|                                     | 177                                 | - дом монастырский                               | 1848 г.                             | регион.(М-104)                      | Великий Новгород, ул. Студенческая, 1 | Восточная граница: от ул. Студенческая, по линии ограждения на север, следуя по нему, поворачивает на восток, вновь на север, проходя в 60 м от восточной границы территории комплекса памятников Антониева монастыря до ограждения и вдоль него, мимо западного фасада котельной, до юго-западного торца здания медицинского учреждения. Северная граница: вдоль западной стороны ограды медицинского учреждения, по южной и западной сторонам ограды до берега р. Волхов, по ограждению территории речного порта. Западная граница: береговая линия р. Волхов. Южная граница: от р. Волхов, по ул. Студенческой, до западной линии ограждения территории гимназии. |
|                                     | 178                                 | - пруд монастырский                              | XIX в.                              | выявленный                          |                                       | Восточная граница: от ул. Студенческая, по линии ограждения на север, следуя по нему, поворачивает на восток, вновь на север, проходя в 60 м от восточной границы территории комплекса памятников Антониева монастыря до ограждения и вдоль него, мимо западного фасада котельной, до юго-западного торца здания медицинского учреждения. Северная граница: вдоль западной стороны ограды медицинского учреждения, по южной и западной сторонам ограды до берега р. Волхов, по ограждению территории речного порта. Западная граница: береговая линия р. Волхов. Южная граница: от р. Волхов, по ул. Студенческой, до западной линии ограждения территории гимназии. |

В состав зоны всемирного наследия по непонятным причинам не вошли такие памятники, как церковь Спаса на Ковалёве и Николо-Вяжищский монастырь.